# Lobo y Melón
Lobo y Melón fue un conjunto mexicano de son y salsa, que durante la décadas de los sesenta y los setenta representara una institución dentro de la música afroantillana en el Caribe y América Latina. Formado en la primera línea por el percusionista Carlos Daniel "Lobo" Navarro y el cantante Luis Ángel Silva "Melón"; acompañados por Mauro Enrique “Gallina” Chávez (piano), Manuel "Perrote" Osorio (trompeta), Andrés "Mucha Trampa" López (contrabajo|bajo) y Mario “Cholito” González (timbales) con variaciones en la alineación a lo largo de su historia incluyendo por ejemplo a Ángel "El Cucarachito" Martínez, Crescencio "el Pajarito" Guzmán y Luis Ortega.
Conocidos como los creadores del "chúa-chúa" (sustitución de los instrumentos musicales por sonidos vocales, a semejanza del scat del jazz, aunque sin improvisación), en realidad no lo fueron.[cita requerida]

## Historia
El conjunto queda formado en 1958 tras una sugerencia hecha de "Lobo" a "Melón" en Acapulco, cuando el primero se encontraba tocando con su entonces agrupación Batamba. 
Tras un inicio poco organizado, para octubre de 1958 se decide el nombre del grupo y graban su primer disco de larga duración (LP), que sale a la venta en junio de 1959 con temas como “No hay negocio", "Margarito", "El Cumaco de San Juan", "África" y "La bola" además de "Amalia Batista" que, irónicamente, entraría de relleno.
En la primera presentación que tiene como "Lobo y Melón" en 1959 acuden Celia Cruz y su esposo Pedro.
Para 1961, tras los éxitos conseguidos en México con "Amalia Batista", consolidan su internacionalización al presentarse en Los Ángeles, California y firmar con Chico Sesma: músico, empresario y productor. Para 1964, la orquesta de Lobo y Melón se estaba presentando en Nueva York y Chicago.
Lograron tocar junto a Tito Puente, Machito (músico), Mongo Santamaría, Johnny Pacheco, El Gran Combo de Puerto Rico, La Sonora Ponceña, entre otros.
En 1971, después de 13 años de existencia, el conjunto se separa y sus integrantes continúan sus carreras como solistas. "Lobo atribuyó la disolución a problemas 'personales internos' y 'dada la poca importancia que nosotros mismos nos dábamos'."
Durante su carrera como solista, gracias a que Willie Colón lo presentara con Jerry Masucci, Melón, logró ser parte de la Fania Records, junto al Grupo La Libertad serían los únicos mexicanos que formaron parte de dicho sello discográfico. En dicha disquera tiene dos discos junto al reconocido músico y productor dominicano Johnny Pacheco, Llegó Melón y Flying High.

## Lobo y Melón en la cultura popular
Amalia Batista es un personaje de una opereta cubana escrita por Rodrigo Pratz (músico cubano), "Cecilia Valdés". No se sabe si en verdad haya existido.
En su libro "Historias conversadas", Héctor Aguilar Camín incluye una historia llamada "Los motivos de Lobo", en la que se narra una velada con el famoso percusionista tiempo después que se ha disuelto la orquesta.

## Discografía
LPs
- Lobo Y Melón (1959) - reeditado con el título de "Amalia Batista" (1962)
- Gócela (1960)
- Rumbeada... Vol. II (1961)
- Concierto Tropical Vol. IV (1962)
- Escapatibria Vol. V (1964)
- Lobo Y Melon con su Grupo (1972)

EPs
- Gócela (45 EP) (1960)

Compilaciones
- Los Éxitos De Lobo Y Melón (1967)
- La Sabrosura De Lobo Y Melón (1970)
- El Ritmo Sabroso De Lobo Y Melón (1970)
- Con Sabor A Trópico (1997)